# Рианьо, Клаудио
Клаудио Максимильяно Рианьо (исп. Claudio Maximiliano Riaño; родился 4 августа 1988 года, Кордова, Аргентина) — аргентинский футболист, нападающий клуба «Альдосиви».

## Биография
Рианьо начал профессиональную карьеру выступая за клубы из родного города «Расинг» и «Тальерес». Летом 2012 года он перешёл в «Сан-Мартин Сан-Хуан». 26 августа в матче против «Велес Сарсфилд» Клаудио дебютировал в аргентинской Примере. 4 сентября в поединке против «Расинга» из Авельянеды он забил свой первый гол за «Сан-Мартин». По окончании сезона Рианьо перешёл в «Бока Хуниорс». 14 августа в матче против «Ньюэллс Олд Бойз» он дебютировал за новую команду. 18 ноября в поединке против «Арсенала» из Саранди Клаудио забил свой первый гол за «Бока Хуниорс». По итогам сезона он помог клубу выйти в финал чемпионата.
Летом 2014 года Рианьо перешёл в «Индепендьенте». 10 августа в матче против «Атлетико Рафаэла» он дебютировал за новую команду. 14 сентября в поединке против «Кильмеса» Клаудио сделал «дубль», забив свои первые голы за «Индепендьенте».
В начале 2015 года Рианьо присоединился к «Униону» из Санта-Фе. 21 июля в матче против «Архентинос Хуниорс» он дебютировал за новую команду. В поединке против «Темперлея» Клаудио забил первый гол за «Унион». Летом 2016 году Рианьо покинул Аргентину и перешёл в мексиканский клуб «Некакса». 17 июля в матче против «Крус Асуль» он дебютировал в мексиканской Примере.